# 少年同盟
『少年同盟』（しょうねんどうめい）は、石森章太郎作の漫画作品。

## 概要
『少年』（光文社）と『朝日小学生新聞』（朝日学生新聞社）に連載されたものが存在する。
『少年』版は、1962年の4月号から12月号まで連載された。
『朝日小学生新聞』版は、1967年4月15日から1968年3月31日まで掲載された。『朝日小学生新聞』版は最終回を読者に想像して漫画を投稿してもらい、その最優秀作をそのまま単行本に掲載するという実験的な作品となっている。虫プロダクションから全3巻が単行本化された。
「サブ」という名前は、名前をそのまま使用した『イナズマン』をはじめ、『ミュータントサブ』などで、たびたび特殊能力を持つ主人公の名前として使用されている。

## 登場人物
風田サブロウ
主人公。「少年同盟」に参加する。
ミヨッペ
「少年同盟」の一員。
イライザ
「少年同盟」の一員。

## 関連作品
- イナズマン - 本作のキャラクターが設定を変更した上で登場する。
- 秘密戦隊ゴレンジャー - 原作者の石ノ森章太郎は、同作品企画時のイメージソースとして本作品を挙げている[1]。